# 김계선
김계선(金桂善, 1891년 ~ 1943년)은 조선, 일제강점기의 대금의 명인이다. 본명은 기선‘(基善)’이다. 서울 출생으로, 본관은 경주이다. 당적, 단소, 생황도 일가를 이루었다.

## 생애
대금은 고종 때의 명인인 최학봉(崔鶴鳳)에게 사사하였다. 1906년 주전원(主殿院) 내취(內吹)에 임명되었고, 1908년에는 장악원(掌樂院) 내취에 옮겼다. 1911년에 이왕직 세악(細樂) 내취에 임명되었고, 1913년 이왕직 아악수(雅樂手)로 승진되었다. 그 후 아악수장으로 교섭을 받았으나 사양하고, 1919년 아악수를 사퇴하였다.

## 평가 및 작품
그는 음악적 소양이 뛰어나서 국악기는 물론 서양악기까지 능히 연주하는 기교를 가졌고, 표현력이 뛰어나서 그의 젓대 소리에 심금이 울리지 않는 이가 없었다 한다. 일제 강점기에 취입된 음반으로 〈평조회상(平調會相)〉과 〈청성잦은한잎(淸聲曲)〉이 남아 있으며, 많은 민요 및 가곡, 반주, 합주곡 등에 그의 대금이 끼여 있다.